# Роландо Пушник
Роландо Пушник (Цеље, 13. децембар 1961) је бивши словеначки и југословенски рукометаш.
Рођен је 1961. године у Цељу, где је почео рукометну каријеру. Играо је на позицији голмана.
Освојио је са југословенском репрезентацијом златну олимпијску медаљу у Лос Анђелесу 1984. и бронзану олимпијску медаљу у Сеулу 1988. као и титулу светског шампиона у Швајцарској 1986. године.
Пред крај своје богате каријере освојио је осмо место са словеначком репрезентацијом на Олимпијским играма 2000. у Сиднеју. 2016. године примљен је у словеначку спортску кућу славних.